# Адольф Нільсен
Адольф Нільсен (норв. Adolf Nilsen, 3 березня 1895 — жовтень 1983) — норвезький академічний веслувальник.
Бронзовий призер Олімпійських Ігор 1920 року в складі вісімки.